# Nerone e Poppea
Nerone e Poppea è un film del 1982, coproduzione italo-francese, diretto da Bruno Mattei e Antonio Passalia che firmarono la regia con gli pseudonimi Vincent Dawn e Anthony Pass.

## Distribuzione
Il film fu distribuito nel 1982 con il divieto per i minori di anni 18. Nel 2020 a seguito di revisione il divieto è stato modificato per i minori di anni 14. Il lungometraggio fu distribuito sul mercato internazionale con il titolo Nero and Poppea: An Orgy of Power.

## Colonna sonora
La colonna sonora del film è stata realizzata su musiche composte orchestrate e dirette da Giacomo Dell'Orso ed interpretate da Edda Dell'Orso.